# Blechnum ludificans
Blechnum ludificans là một loài thực vật có mạch trong họ Blechnaceae. Loài này được Herter mô tả khoa học đầu tiên năm 1950.